# Panorámakerék (Budapest)
A Panorámakerék egy szovjet gyártmányú, 1974 óta üzemelő, 31 méter magas óriáskerék volt a Budapesti Vidám Parkban. Elődje a Barlangvasúttal szemközt állt egykori, jóval kisebb óriáskerék volt, melyet elöregedés és egy baleset miatt az 1960-as évek végén lebontottak. Gyártója a Szórakoztató Létesítmények Gyára Jelszk városban. Gyártási száma 2050.
Az óriáskerék az ideszállítás során Záhonynál megsérült. A szovjet fél kárpótlásul az Aurora nevű játékot ingyen szállította le a Kis Vidámpark számára. A szovjet gyártó óriáskerekei sokfelé megtalálhatók, a budapestivel szinte teljesen megegyező áll 1986 óta Pripjaty elhagyott városában minden karbantartás nélkül.
20 kocsija összesen 80 fő befogadására volt képes. A kerék egy fordulatot 5 perc alatt tett meg. A fordulatok között nem állt meg, folyamatos haladás mellett történt az utasok ki- és beszállása. A kerékről egyedülálló panoráma nyílt a Városligetre, Budapestre, valamint a környező hegyekre.
Fás környezete, viszonylag kis magassága és mindössze öt perces fordulata miatt azok a tériszonyban szenvedők is képesek voltak utazni rajta, akik egy magasabb, vagy hosszabb menetidejű óriáskereket már nem bírnának elviselni.
A Budapesti Vidám Park 2013. szeptember 30-án végleg bezárt, azonban a műemlékké nyilvánított faszerkezetű hullámvasút (1922), a lovas körhinta (1906) és a Barlangvasút (1912) mellett kérdéses volt, hogy az óriáskerék megmarad, vagy pedig fémhulladékként végzi.
Noha az évente hivatalosan felülvizsgált és rendszeresen karbantartott kerék még hosszú ideig szolgálhatta volna a közönséget, 2014 elejére szétbontották és ócskavasnak eladták.

## Szerkezete
A kerék tengelyét mindkét irányból 3–3 acélszerkezet tartotta, melyek vasbeton alapban nyugodtak. A tengely irányába mutató, befelé dőlő tartók erős szilárdságot adtak a szerkezetnek. A tengely mindkét végéhez a szemből nézve bal oldali tartókon lehetett feljutni. Maga a kerék viszonylag vékony acélrudakból készült, ezért összhatása könnyed és légies volt. A küllők egyenként három, keresztben és átlósan is összekapcsolt acélrúdból álltak, a tengelytől távolodva keskenyedtek. A küllők egy első és egy hátsó tárcsát alkottak, ezek kereszttartókkal voltak összekötve. A külső perem alatt mindkét tárcsán acélpánt futott körbe. A gondolák az első és hátsó küllők végére voltak szerelve. Hajtása a talpazatnál található elektromotorral történt, mely fogaskerék-áttételen keresztül kapcsolódott a hátsó peremhez, melyen körben fogak voltak.
Az utasok néhány lépcsőn keresztül jutottak fel az ívet követő rámpához, menet közben szálltak be, majd ugyanott, de hátul szálltak ki. A gondolák szintén könnyed és légies benyomást keltettek. Négy utas számára biztosítottak kényelmes elhelyezkedést. A kiesés ellen stabil zárszerkezet, az esetleges eső ellen tető védett. Amennyiben nem volt egyszerre annyi látogató, hogy a teljes kereket megtöltse, a kezelő gondoskodott az utasok olyan elhelyezéséről, hogy a kerék minél kiegyensúlyozottabb maradjon. Ilyen esetekben csak minden harmadik, negyedik gondolába ültettek utast.

## Változtatások az idők során
A kerék az első időkben világos drappos színű volt, később sárgára festették. A szerkezet izzólámpák százaival ki volt világítva, ez az évtizedes korai zárás miatt feleslegessé vált, ezért megszüntették. A későbbi fixen rögzített ülések helyett a gondolák utasterei az utasok által körben forgathatóak voltak.

## Rekord
2001-ben hat fiatalember sikeres Guinness-rekord-kísérletet hajtott végre, amikor hét napon át keringtek folyamatosan az óriáskerékben.

## Képek

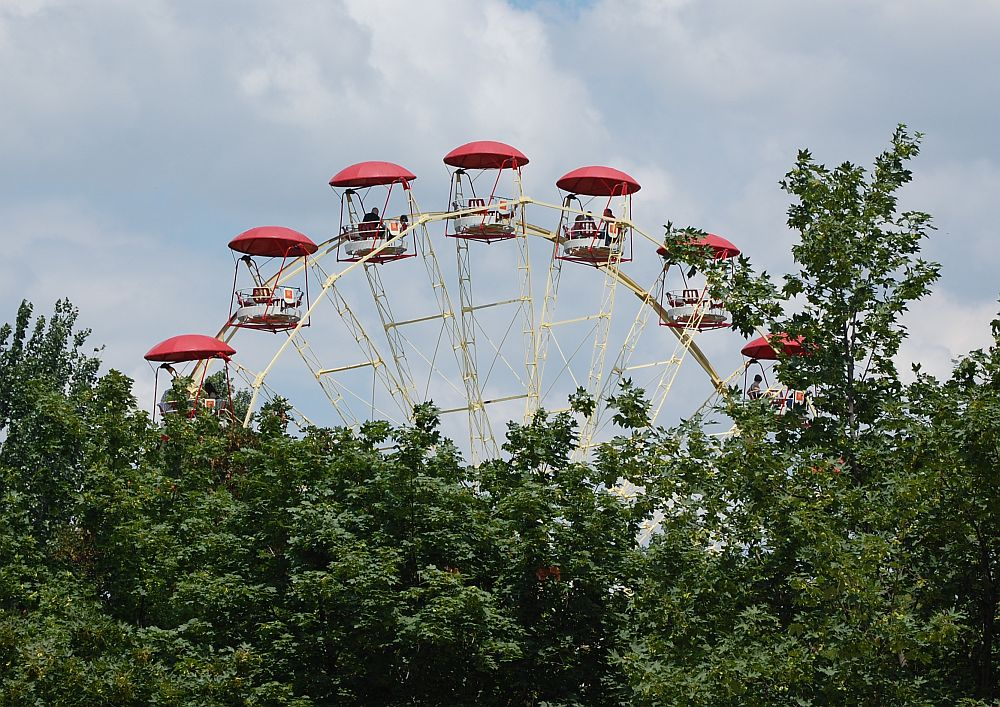
Panorámakerék a lombok fölött
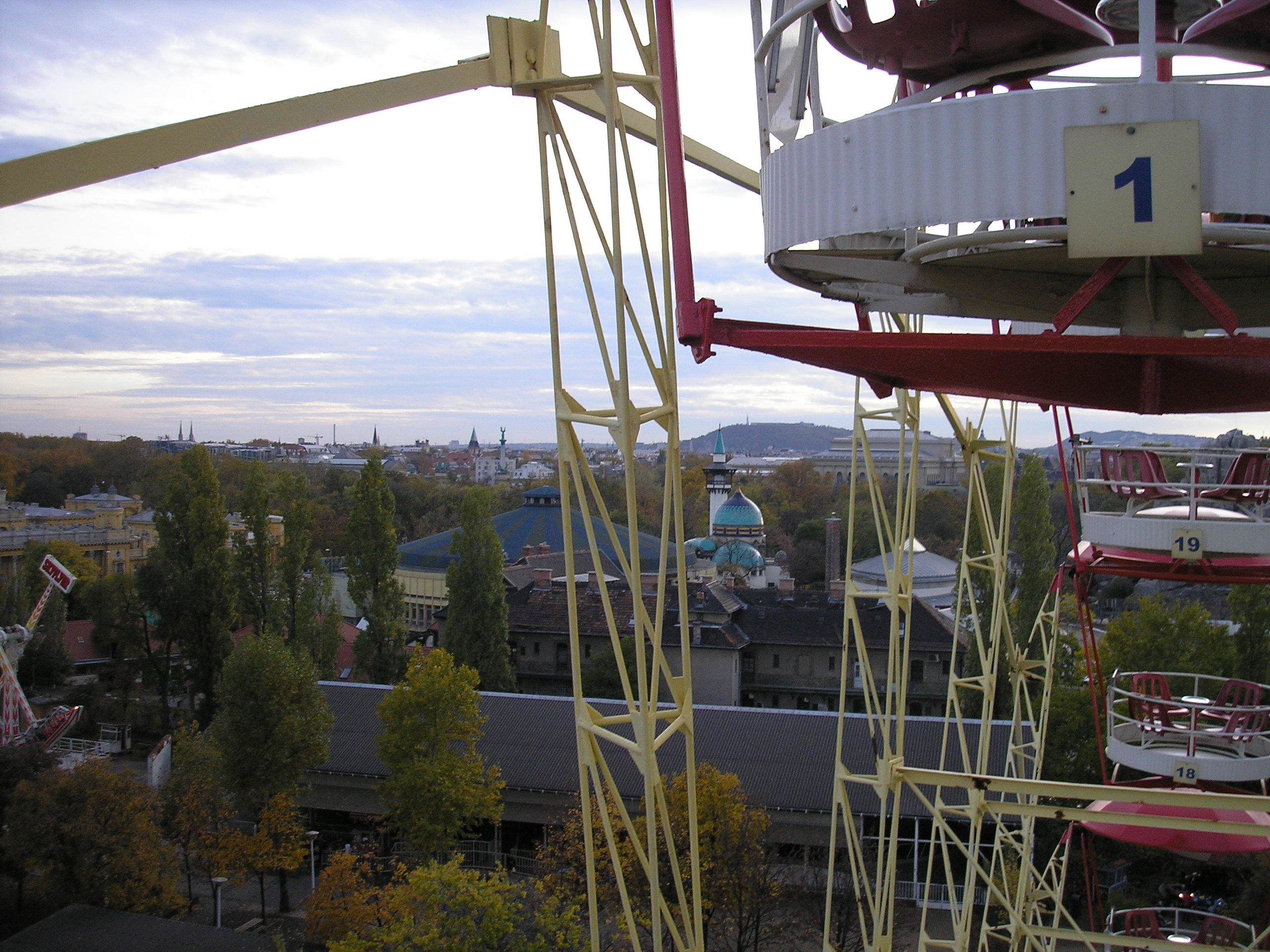
Kilátás a Panorámakerékről